# Narcís Monturiol
Narcis Monturiol i Estarriol (28. září 1819, Figueres – 6. září 1885, Barcelona) byl katalánský vynálezce, tvůrce první ponorky bez průduchu na hladinu a se spalovacím motorem.
Na univerzitách v Cerveře, Barceloně a Madridu vystudoval práva. Absolvoval roku 1845, právničině se však nikdy nevěnoval. Byl ovlivněn myšlenkami utopického socialismu Étienna Cabeta a své politické přesvědčení šířil v časopisech La Madre de Familia (1846) a La Fraternidad (1847-1848), které vedl a vydával. Roku 1848 se aktivně účastnil revoluce, po její prohře musel odejít do Francie, pak musel uprchnout i odtamtud a žil v Cadaqués na Costa Brava. Zde založil nový časopis El Padre de Familia (1849-1850), ale ten již byl zakázán. Ocitl se v existenční nouzi a přiživoval se tiskem školních skript. Aby zdokonalil svůj tiskařský stroj, začal se věnovat mechanice. To ho přivedlo až ke konstrukci podvodní lodě.
Roku 1858 představil v tisku svou ponorku, o rok později ji předvedl v Barceloně. Nazval ji Ictíneo, měřila 20 metrů a vydržela pod vodou 2 hodiny a 20 minut. Vzhledem k jeho politickému radikalismu mu však vláda nedůvěřovala a nepomohla mu, navzdory slibům. Firma La Navegación Submarina, kterou k výrobě podvodního stroje založil, v roce 1867 zkrachovala a prototyp ponorky byl dán v roce 1868 do šrotu. Poté se Monturiol znovu vrhl do politiky, roku 1868 se stal poslancem za republikány (Partido Federal). Věnoval se však i nadále mechanice, zdokonalil například stroj na výrobu lepeného papíru. Zemřel v chudobě a zapomnění.
Později se vedly spory o prvenství vynálezu ponorky, podobný stroj zkonstruoval totiž Španěl Isaac Peral. Sám Peral však výslovně uznal Monturiolovo prvenství.